# Musikjahr 1896
Liste der Musikjahre

◄◄ | ◄ | 1892 | 1893 | 1894 | 1895 | Musikjahr 1896 | 1897 | 1898 | 1899 | 1900 | ► | ►►

Weitere Ereignisse
Dieser Artikel behandelt das Musikjahr 1896.

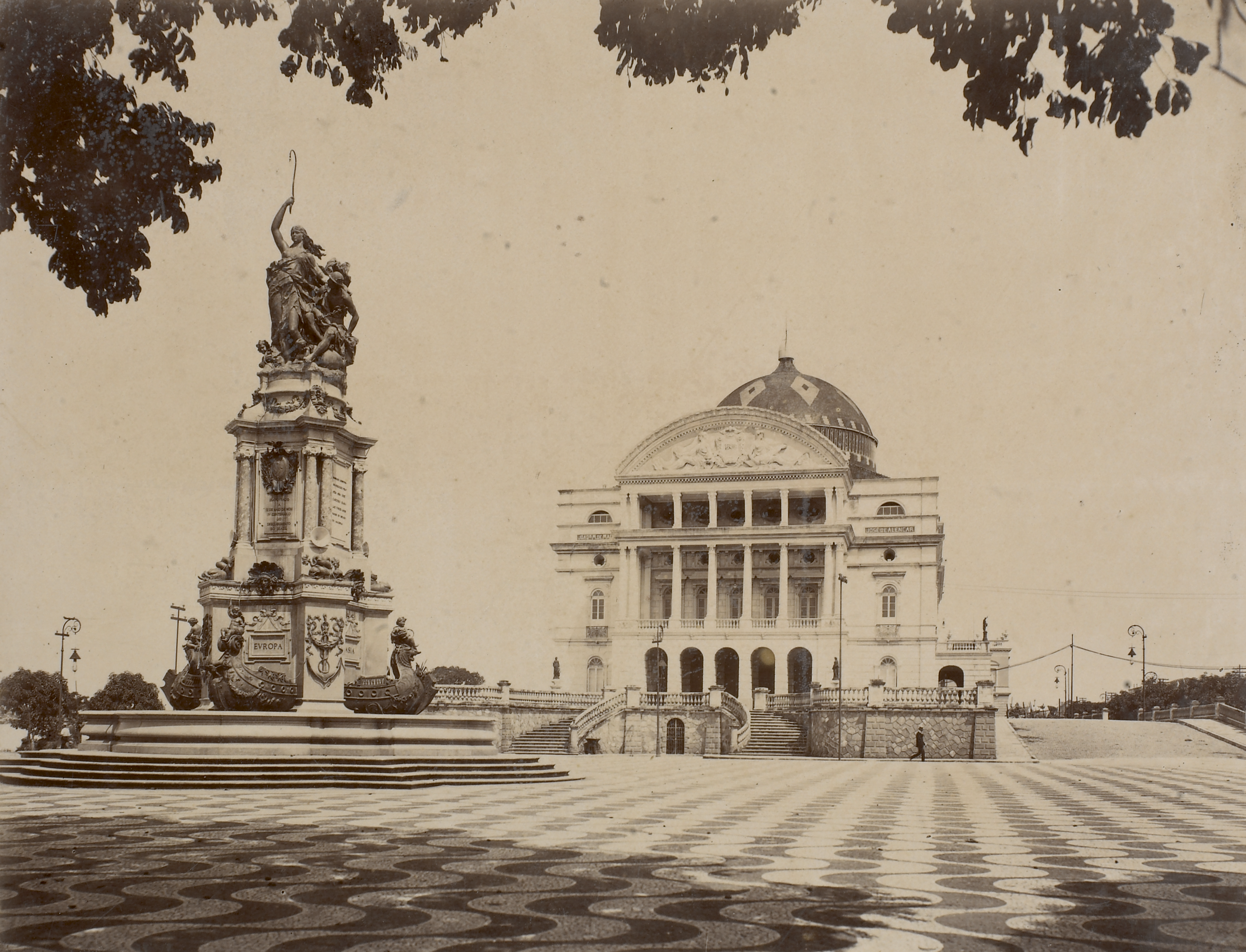
Das Teatro Amazonas 1906

## Ereignisse

### Aufführungsstätten
- 01. Oktober: In Berlin nimmt das Theater des Westens mit dem Märchenschauspiel Tausendundeine Nacht seinen Betrieb auf.
- 31. Dezember: Das mit Mitteln des Kautschukbooms finanzierte Opernhaus Teatro Amazonas im brasilianischen Manaus wird eingeweiht. Die erste Opernaufführung erfolgt am 7. Januar 1897.

### Instrumentalmusik
- 19. März: Uraufführung des Cellokonzerts h-moll op. 104 von Antonín Dvořák in London mit dem Cellisten Leo Stern und der Royal Philharmonic Society unter der Leitung des Komponisten.
- 27. November: Richard Strauss: Die symphonische Dichtung Also sprach Zarathustra nach dem gleichnamigen Werk von Friedrich Nietzsche wird durch das Frankfurter städtische Orchester unter Leitung des Komponisten im Rahmen der Museumskonzerte an der Frankfurter Oper uraufgeführt.
- 25. Dezember: John Philip Sousa komponiert Stars and Stripes Forever. Der Marsch gilt für viele Amerikaner bis heute als heimliche Nationalhymne der USA.
- Antonín Dvořák: Vier Sinfonische Dichtungen:  Der Wassermann op. 107; Die Mittagshexe op. 108; Das goldene Spinnrad op. 109 und Die Waldtaube op. 110.
- Sergej Rachmaninow: Moments musicaux op. 16
- Jean Sibelius: Lemminkäinen-Suite op. 22
- Johann Strauss (Sohn): Liebe und Ehe (Polka-Mazurka) op. 465; Klipp-Klapp-Galopp op. 466; Es war so wunderschön (Marsch) op. 467; Deutschmeister-Jubiläums-Marsch op. 470; Hochzeits-Präludium op. 469

### Vokalmusik
- Gustav Mahler: Lieder eines fahrenden Gesellen, Uraufführung in Berlin am 16. März mit dem Berliner Philharmonischen Orchester und dem Bariton Anton Sistermans als Solisten

### Musiktheater

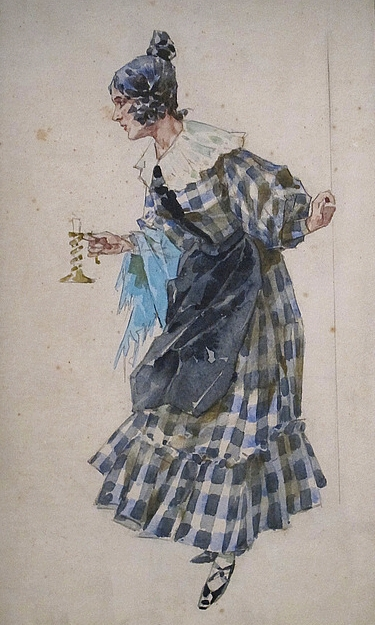
Cesira Ferrani als Mimì, Kostümentwurf für die Uraufführung

- 29. Januar: Die Uraufführung der Oper Kudrun von Hans Huber auf das Libretto von Stephan Born findet in Basel statt.
- 01. Februar: Die Oper La Bohème von Giacomo Puccini mit dem Libretto von Luigi Illica und Giuseppe Giacosa nach dem Roman Les scènes de la vie de bohème von Henri Murger hat ihre Uraufführung unter der Leitung von Arturo Toscanini am Teatro Regio in Turin. Cesira Ferrani singt den Part der Mimì. Die Kostümentwürfe stammen von Adolfo Hohenstein. Trotz schlechter Kritiken nach der Uraufführung wird die dem Verismo nahestehende Oper ein Welterfolg.
- 02. März: Uraufführung der Oper Zanetto von Pietro Mascagni in Pesaro.
- 07. März: Uraufführung der komischen Oper The Grand Duke von Arthur Sullivan im Savoy-Theater, London.
- 21. März: Uraufführung der Oper Das Heimchen am Herd von Karl Goldmark an der Hofoper in Wien
- 20. April: Uraufführung der Operette El Capitan von John Philip Sousa mit dem Libretto von Charles Klein am Tremont-Theatre in Boston
- 25. April: Die Operette Die Geisha von Sidney Jones hat ihre Uraufführung am Daly’s Theatre in London.
- 07. Juni: Die Oper Der Corregidor von Hugo Wolf nach einem Libretto von Rosa Mayreder wird mit großem Erfolg in Mannheim uraufgeführt.
- 23. September: Die Uraufführung der Oper Der vierjährige Posten von Franz Schubert erfolgt fast 68 Jahre nach dem Tod des Komponisten an der Hofoper in Dresden.
- 21. Oktober: Uraufführung der Opéra-comique La poupée von Edmond Audran am Théâtre de la Gaîté in Paris
- 07. November: Uraufführung der Oper Jungfruburen (Mädchenkammer) von Jean Sibelius in Helsinki
- 09. November: Uraufführung der Oper Jungfru i Tornet (Die Jungfrau im Turm) von Jean Sibelius in Helsinki
- 27. November: Uraufführung des lyrischen Dramas Kukuška von Franz Lehár in Leipzig
- 02. Dezember: Uraufführung der Operette Das Nordlicht von Carl Millöcker im Theater an der Wien in Wien.

Weitere Bühnenwerksuraufführungen
- Adolf Müller junior: Renata (Oper); General Gogo (Operette); Der Pfiffikus (Singspiel)

### Musikindustrie
- 28. September: Die vier Brüder Pathé gründen in Paris ein Unternehmen zum Verkauf phonographischer Geräte. Es entwickelt sich zu einem bedeutenden Film- und Plattenproduzenten.

## Musikinstrumente
- Der Sohn des Orgelbauers John Abbey, John Albert Abbey, vollendet nach dam Tod seines Bruders Edwin Eugène die Orgel der Kathedrale in Gap.[1]

## Geboren

### Januar bis Juni
- 09. Januar: Warwick Braithwaite, neuseeländischer Dirigent († 1971)
- 12. Januar: Walter Eilers, deutscher Komponist († 1972)
- 15. Januar: Jacobo Ficher, argentinischer Komponist († 1978)
- 16. Januar: Rosita Quiroga, argentinische Tangosängerin, -dichterin und -komponistin († 1984)
- 17. Januar: Wilhelm Adams, deutscher Dirigent, Chorleiter und Komponist († 1984)
- 20. Januar: Walther Ebeloe, deutscher Klavier-, Cembalo-, Clavichord- und Orgelbauer († 1982)

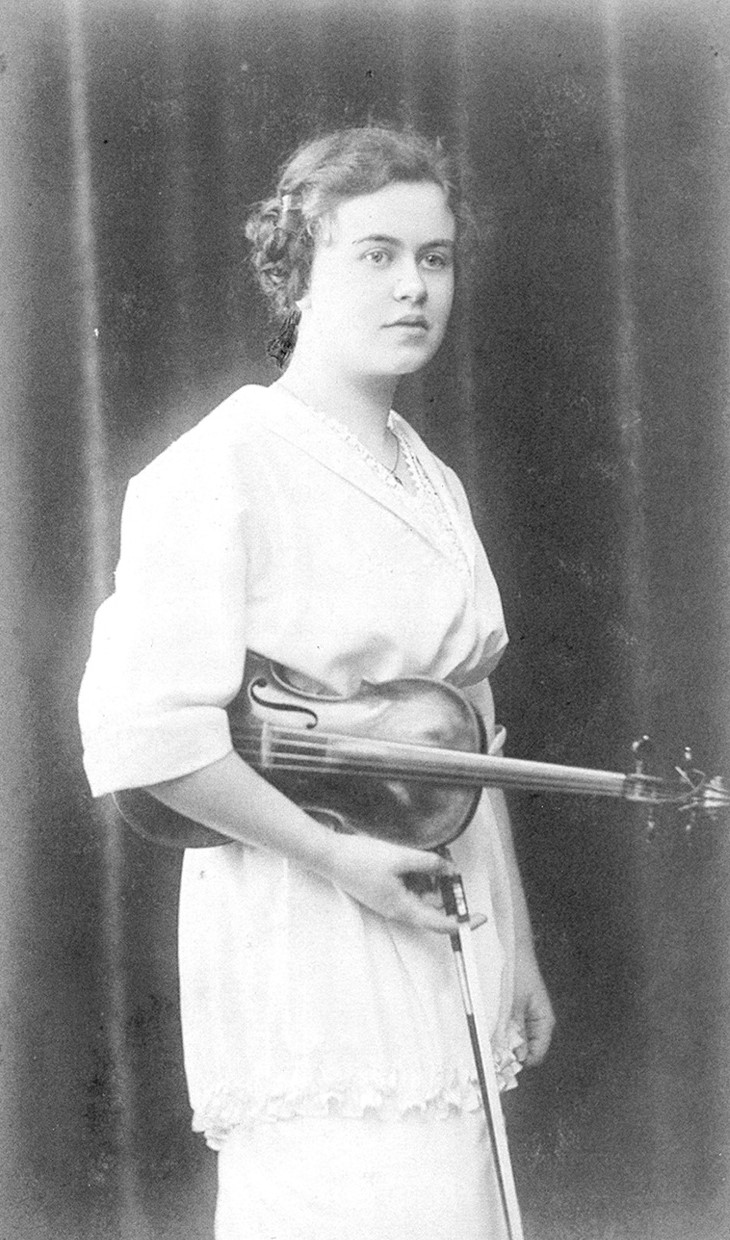
Rösli Spiess; * 26. Januar

- 26. Januar: Rösli Spiess, Schweizer Musikerin und Musikpädagogin († 1974)
- 09. Februar: Hendrik Sonnenschein, niederländischer Beamter und Musiker († 1939)

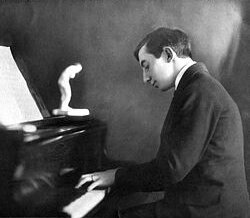
Werner R. Heymann; * 14. Februar

- 14. Februar: Werner Richard Heymann, deutsch-jüdischer Komponist und Dirigent († 1961)
- 16. Februar: Charles Panzéra, französischer Sänger und Musikpädagoge († 1976)
- 21. Februar: Nicolai Dirdal, norwegischer Pianist und Musikpädagoge († 1991)
- 23. Februar: Sarah Fischer, kanadische Sängerin und Musikpädagogin († 1975)
- 25. Februar: Ida Cox, US-amerikanische Blues- und Jazzsängerin († 1967)
- 29. Februar: Wladimir Vogel, russischer Komponist († 1984)
- 01. März: Dimitri Mitropoulos, griechisch-US-amerikanischer Dirigent († 1960)
- 05. März: Kazys Viktoras Banaitis, litauischer Komponist († 1963)
- 06. März: Wilhelm Schosland, deutscher Kirchenmusiker sowie Komponist († 1975)
- 11. März: Anton Anderluh, österreichischer Volksmusiksammler († 1975)
- 14. März: Antonio Bonavena, argentinischer Bandoneonist, Bandleader und Tangokomponist († 1960)
- 14. März: Erich Leistner, deutscher Film-Tontechniker († 1978)
- 17. März: Eduard Erdmann, lettischer Komponist und Pianist († 1958)
- 26. März: Anton Profes, österreichischer Schlager- und Filmkomponist († 1976)
- 27. März: Arthur Piechler, deutscher Komponist und Organist († 1974)
- 28. März: Max Gebhard, deutscher Kirchenmusiker, Komponist und Musikpädagoge († 1978)

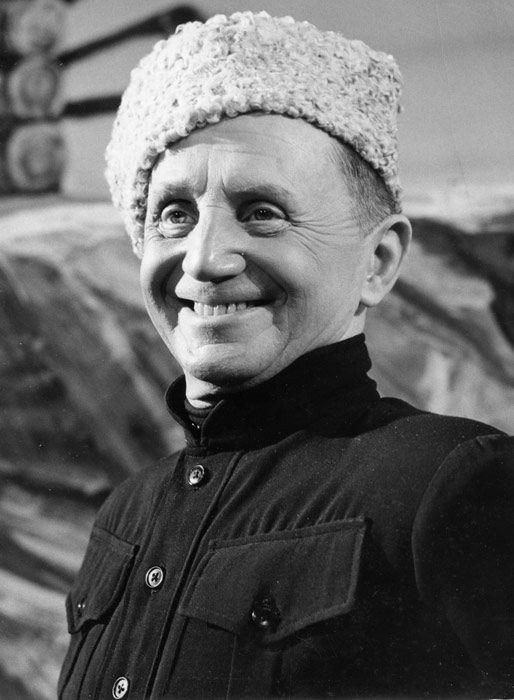
Serge Jaroff; * 1. April

- 01. April: Serge Jaroff, US-amerikanischer Chorleiter russischer Herkunft († 1985)
- 04. April: Walter Merzdorf, deutscher Musikinstrumentenbauer († 1975)
- 08. April: Karl Hermann Pillney, österreichischer Konzertpianist († 1980)
- 19. April: Hugo Herrmann, deutscher Komponist, Organist und Chorleiter († 1967)
- 29. April: Otto Seyfert, deutscher Pianist, Dirigent, Komponist und Arrangeur († 1990)
- 30. April: Gary Davis, US-amerikanischer Blues-Gitarrist († 1972)
- 01. Mai: Muhitdin Qoriyoqubov, usbekisch-sowjetischer Theatermacher und Bariton († 1957)
- 07. Mai: Vic Berton, US-amerikanischer Jazz-Schlagzeuger († 1951)
- 08. Mai: Paweł Lewiecki, polnischer Pianist und Musikpädagoge († 1974)
- 11. Mai: Josip Štolcer-Slavenski, kroatischer Komponist († 1955)
- 14. Mai: Quentin Maclean, englisch-kanadischer Organist, Komponist und Musikpädagoge († 1962)
- 17. Mai: Brasílio Itiberê da Cunha Luz, brasilianischer Komponist († 1967)
- 23. Mai: Karl Kipp, deutscher Opernsänger († 1959)
- 29. Mai: Walter Abendroth, deutscher Komponist, Redakteur, Musikschriftsteller († 1973)
- 31. Mai: Ines Alfani-Tellini, italienische Opernsängerin (Sopran) und Musikpädagogin († 1985)
- 31. Mai: Juan Carlos Cobián, argentinischer Tangopianist, Bandleader, Tangokomponist und -dichter († 1953)
- 03. Juni: Paul Breisach, österreichisch-amerikanischer Dirigent († 1952)
- 05. Juni: Carl-Allan Moberg, schwedischer Musikwissenschaftler († 1978)
- 09. Juni: Rafael Martínez Alba, dominikanischer Dirigent und Musikpädagoge († 1989)
- 13. Juni: Bertram Schofield, britischer Musikwissenschaftler und Paläograph († 1998)
- 20. Juni: Wilfrid Pelletier, kanadischer Dirigent und Pianist († 1982)
- 21. Juni: Felix Hupka, österreichischer Pianist, Dirigent, Komponist und Musikpädagoge († 1966)
- 29. Juni: Mathieu Ahlersmeyer, deutscher Opernsänger und Schauspieler († 1979)

### Juli bis Dezember
- 05. Juli: Lauri Kennedy, australischer Cellist († 1985)
- 07. Juli: Kathleen Long, englische Pianistin und Musikpädagogin († 1968)
- 10. Juli: Stefan Askenase, belgisch-polnischer Pianist († 1985)
- 10. Juli: Erna Seremi, deutsche Sopranistin († 1980)
- 19. Juli: Paul Boepple, schweizerisch-amerikanischer Chorleiter und Musikpädagoge († 1970)
- 21. Juli: Jean Rivier, französischer Komponist († 1987)

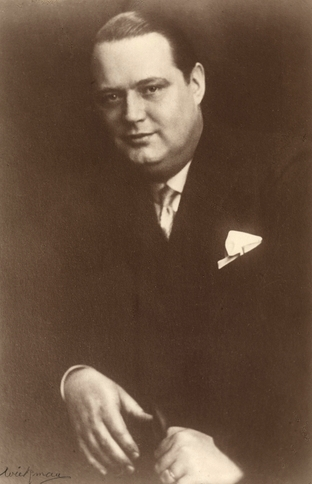
Ivar Frithiof Andresen; * 27. Juli

- 27. Juli: Ivar Frithiof Andresen, norwegischer Opernsänger († 1940)
- 30. Juli: Rudolf Schoch, Schweizer Musikpädagoge, Komponist, Sänger, Chorleiter und Musikschriftsteller († 1982)
- 16. August: Kraudn Sepp, deutscher (bayerischer) Zitherspieler und Volksmusiksänger († 1977)
- 19. August: Walter Lang, Schweizer Komponist, Pianist und Musikpädagoge († 1966)
- 26. August: Phil Baker, US-amerikanischer Schauspieler, Komiker, Radiomoderator und Songwriter († 1963)
- 27. August: Leon Theremin, sowjetischer Physiker und Musiker († 1993)
- 01. September: Simon Barere, russischstämmiger Pianist († 1951)
- 01. September: Chembai Vaidyanatha Bhagavatar, indischer Sänger der karnatischen Musik († 1974)
- 08. September: Elmer Schoebel, US-amerikanischer Jazzmusiker († 1970)
- 08. September: Frank Silver, US-amerikanischer Songwriter, Bandleader und Vaudevilledarsteller († 1960)
- 09. September: Fritz Reuter, deutscher Musikwissenschaftler, Musikerzieher, Komponist und Kapellmeister († 1963)

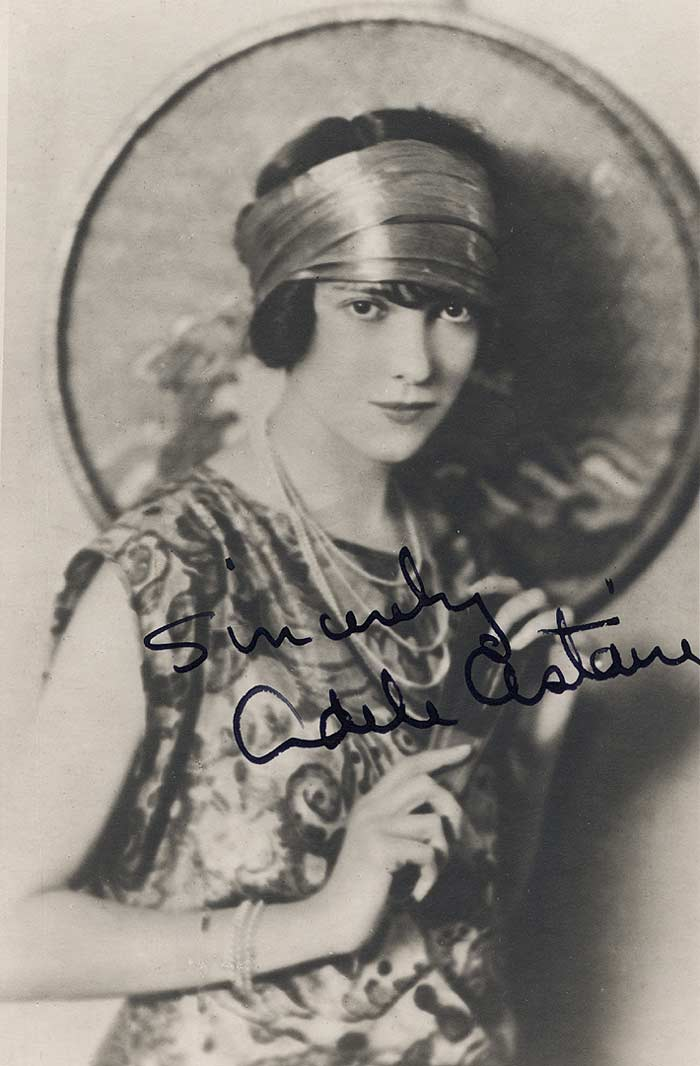
Adele Astaire; * 10. September

- 10. September Adele Astaire, US-amerikanische Tänzerin und Entertainerin († 1981)
- 13. September: Tadeusz Szeligowski, polnischer Komponist und Musikpädagoge († 1963)
- 14. September: José Mojica, mexikanischer Sänger und Schauspieler († 1970)
- 15. September: Bert Ambrose, englischer Violinist und Bandleader († 1971)
- 19. September: Robert Dussaut, französischer Komponist und Musiktheoretiker († 1969)
- 25. September: Robert Gerhard, spanischer (katalanischer) Komponist († 1970)
- 29. September: Stefan Németh-Šamorínsky, slowakischer Komponist, Organist, Pianist, Chorleiter und Musikpädagoge († 1975)
- 30. September: Ernst-Otto Richter, deutscher Opernsänger († 1966)
- 02. Oktober: Angela Weschler, austroamerikanische Pianistin und Klavierpädagogin († 1961)
- 08. Oktober: Dorothee Günther, deutsche Tänzerin († 1975)
- 09. Oktober: John Robert Armbruster, US-amerikanischer Komponist, Dirigent und Arrangeur († 1994)
- 12. Oktober: Roque Biafore, argentinischer Bandoneonist und Tangokomponist († 1975)
- 15. Oktober: André Gabriello, französischer Schauspieler, Soldat und Chansonnier († 1975)
- 17. Oktober: Jaap Spaanderman, niederländischer Pianist, Cellist, Dirigent und Musikpädagoge († 1985)
- 18. Oktober: Friedrich Hollaender, deutsch-britischer Komponist († 1976)
- 18. Oktober: Ekaterina Scherf, österreichische Dirigentin († 1983)
- 21. Oktober: Alberto Acuña, argentinischer Tangosänger, Gitarrist und Komponist († 1975)
- 28. Oktober: Howard Hanson, US-amerikanischer Pianist und Komponist († 1981)
- 31. Oktober: Max Gräter, deutscher Komponist und Organist († 1944)
- 31. Oktober: Ethel Waters, US-amerikanische Schauspielerin und Sängerin († 1977)
- 04. November: Magda Schwelle, österreichische Opernsängerin und Konzertsängerin (Sopran/Koloratursopran) († 1975)
- 05. November: Anselmo Aieta, argentinischer Bandoneonist und Komponist († 1964)
- 06. November: Marcelle de Lacour, französische Cembalistin († 1997)
- 08. November: Res Fischer, deutsche Opernsängerin und Gesangspädagogin († 1974)
- 09. November: Michailo Werikiwski, ukrainischer Komponist († 1962)
- 10. November: Hans Fleischer, deutscher Komponist († 1981)

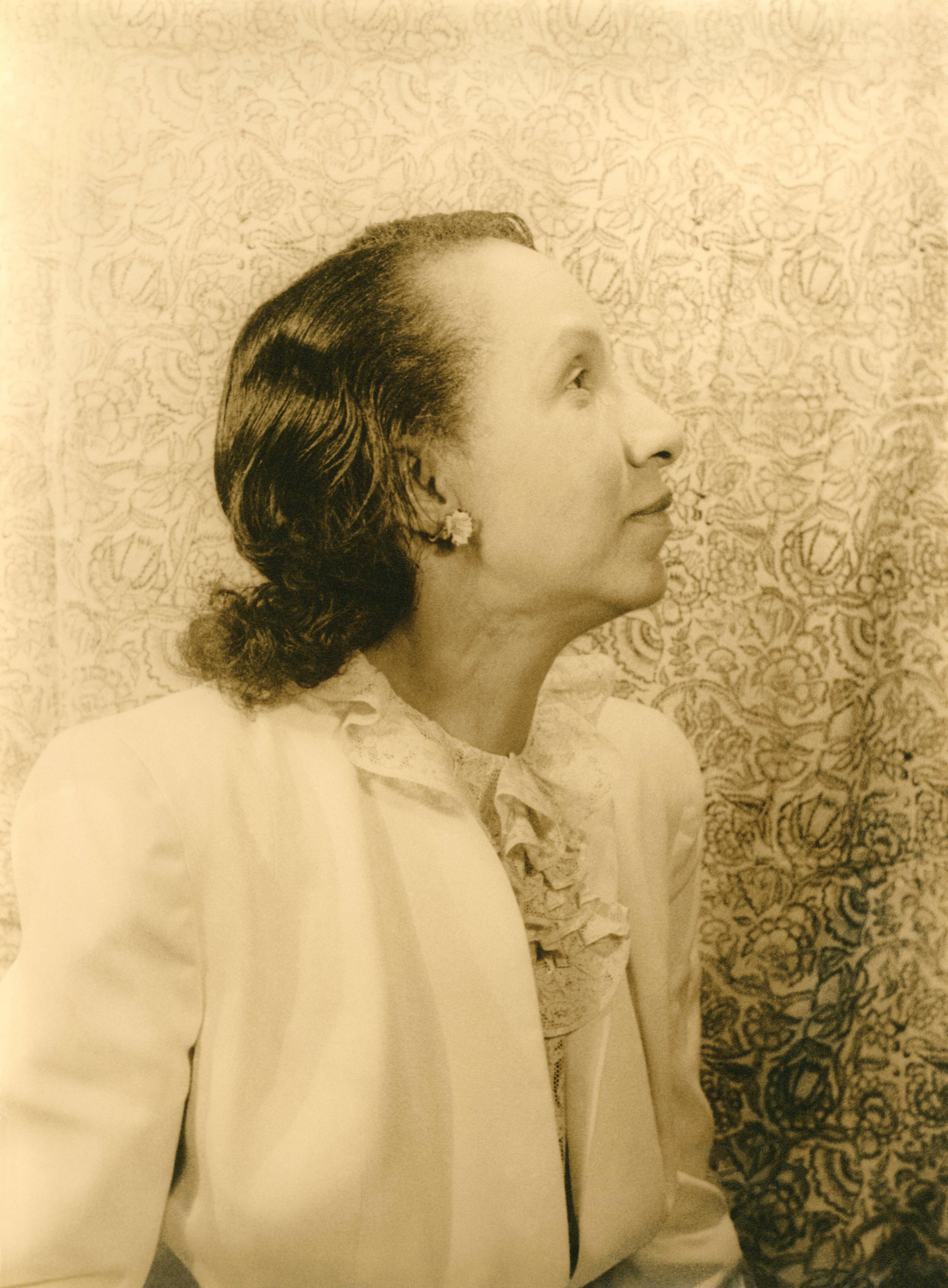
Shirley Graham Du Bois; * 11. November

- 11. November: Shirley Graham Du Bois, US-amerikanische Komponistin, Schriftstellerin und Aktivistin († 1977)
- 17. November: Kurt Juhn, österreichischer Journalist, Schriftsteller, Librettist und Fußballspieler († 1971)
- 18. November: César Pérez Sentenat, kubanischer Pianist und Komponist († 1973)
- 20. November: Fritz Reusch, deutscher Musikpädagoge († 1970)
- 22. November: Joseph-Antonio Thompson, kanadischer Organist, Chorleiter und Musikpädagoge († 1974)
- 25. November: Virgil Thomson, US-amerikanischer Komponist († 1989)
- 26. November: Auguste Descarries, kanadischer Pianist, Organist, Musikpädagoge und Komponist († 1958)
- 01. Dezember: Petko Stajnow, bulgarischer Komponist († 1977)
- 03. Dezember: Bolesław Szabelski, polnischer Komponist († 1979)

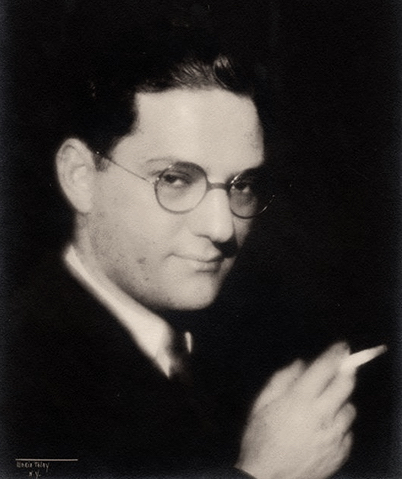
Ira Gershwin; * 6. Dezember

- 06. Dezember: Ira Gershwin, US-amerikanischer Komponist und Liedtexter († 1983)
- 19. Dezember: Charlotte Schaedrich, deutsche Schauspielerin, Konzert- und Operettensängerin († nach 1970)
- 21. Dezember: Leroy Robertson, US-amerikanischer Komponist († 1971)
- 22. Dezember: Germaine Labole, französische Komponistin und Organistin († 1942)
- 28. Dezember: Roger Sessions, US-amerikanischer Komponist († 1985)
- 29. Dezember: Oswald Kabasta, österreichischer Dirigent († 1946)
- 31. Dezember: Gladys Egbert, kanadische Pianistin und Musikpädagogin († 1968)

### Genaues Geburtsdatum unbekannt
- Anastasio Bolívar, kolumbianischer Musiker, Dirigent, Komponist und Musikverleger († 1948)
- John Dilleshaw, US-amerikanischer Old-Time-Musiker († 1941)
- Alexander Libermann, US-amerikanischer Pianist und Musikpädagoge ukrainischer Herkunft († 1978)
- Blind Willie Walker, US-amerikanischer Blues-Gitarrist und Sänger († 1933)
- Irene von Willisch, deutsch-baltische Pianistin, Schriftstellerin und Künstlerin († 1978)

### Geboren um 1896
- Ora Alexander, US-amerikanische Bluessängerin und -komponistin († nach 1932)

## Gestorben

### Todesdatum gesichert
- 13. Januar: Friedrich Ludwig Theodor Friese, deutscher Orgelbauer (* 1827)
- 22. Januar: Ignaz Czernits, österreichischer Sänger, Theaterschauspieler und -leiter (* 1814)
- 25. Januar: Gheorghe Ucenescu, rumänischer Sänger, Komponist, Herausgeber und Lehrer (* 1830)
- 29. Januar: Jules Bordier, französischer Komponist (* 1846)
- 29. Januar: Henri Fissot, französischer Pianist, Organist und Komponist (* 1843)
- 00. Januar: Luigia Abbadia, italienische Opernsängerin (* 1821)
- 06. Februar: Friedrich Hilpert, deutscher Cellist und Musikpädagoge (* 1841)
- 06. Februar: Wilhelm Remler, deutscher Orgelbauer (* 1824)
- 06. Februar: Charles-Gustave Smith, kanadischer Organist, Komponist, Maler und Musikpädagoge (* 1826)
- 08. Februar: Julie Dorus-Gras, französische Opernsängerin (* 1805)
- 10. Februar: Jules Busschop, belgischer Komponist und Dichter (* 1810)
- 12. Februar: Ambroise Thomas, französischer Komponist (* 1811)
- 13. Februar: Iraclie Porumbescu, rumänisch-orthodoxer Priester. Liedermacher und Schriftsteller (* 1823)
- 26. Februar: David Acheson, US-amerikanischer Musiker (* 1830)
- 15. März: Albert Franck, deutscher Verleger in Paris, Gründer des Verlagshauses „Librairie A. Franck“ (* 1810)
- 05. April: John Rogers Thomas, US-amerikanischer Komponist (* 1830)
- 29. April: Adolf Franckel, österreichischer Regisseur und Theaterdirektor (* 1823)
- 08. Mai: Johannes Diemer, deutscher Hotelier, Chorleiter und Schauspieler (* 1830 oder 1832)
- 12. Mai: Juan Morel Campos, puerto-ricanischer Komponist (* 1857)

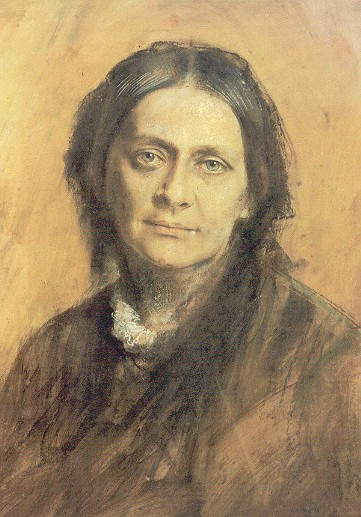
Clara Schumann; † 20. Mai

- 20. Mai: Clara Schumann, deutsche Pianistin und Komponistin (* 1819)
- 09. Juni: Adolphe Danhauser, französischer Komponist und Musikpädagoge (* 1835)
- 14. Juni: Gustav Häcker, deutscher Jurist und Liedtexter (* 1822)
- 20. Juni: Alcibiade Béique, kanadischer Organist und Musikpädagoge (* 1856)
- 23. Juni: Hubert Ferdinand Kufferath, deutscher Komponist (* 1818)
- 06. Juli: Alexander Sergejewitsch Faminzyn, russischer Komponist und Musikpädagoge (* 1841)
- 07. Juli: Joseph Crawhall, britischer Seiler, Folklore-Herausgeber, Illustrator und Aquarellmaler (* 1821)
- 12. Juli: Karl Armbrust, deutscher Organist und Komponist (* 1849)
- 14. Juli: Luther Whiting Mason, US-amerikanischer Musikpädagoge (* 1818)
- 16. Juli: Selmar Bagge, deutscher Komponist (* 1823)
- 17. Juli: Friederike Bäuerle, österreichische Pianistin und Schriftstellerin (* 1814)
- 17. Juli: Joseph Alfred Novello, britischer Musikverleger und Mitglied der britisch-italienischen Verlegerfamilie Novello (* 1810)
- 18. Juli: Adolf Geyer, deutscher Sänger und Musikdirektor (* 1829)
- 19. Juli: Théodore Salomé, französischer Organist und Komponist (* 1834)
- 28. Juli: Peter Volgger d. J., altösterreichischer Orgelbauer (* 1841)
- 07. August: Charlotte Zeidler, deutsche Pianistin und Klavierlehrerin (* um 1814)
- 28. August: Salomon Kümmerle, deutscher evangelischer Kirchenmusiker, Organist, Essayist, Musikschriftsteller sowie Haus- und Schullehrer (* 1832)
- 16. September: Antônio Carlos Gomes, brasilianischer Komponist (* 1836)
- 19. September: Fanny Simonsen, australische Sängerin und Musikpädagogin (* 1835)
- 20. September: Johan Gottfried Conradi, norwegischer Komponist (* 1820)
- 23. September: Gilbert Duprez, französischer Operntenor und Komponist (* 1806)
- 25. September: Johann Nowotny, böhmischer Komponist und Militärkapellmeister (* 1852)
- 26. September: William G. Tomer, US-amerikanischer Kirchenlieddichter, Musiker und Lehrer (* 1833)

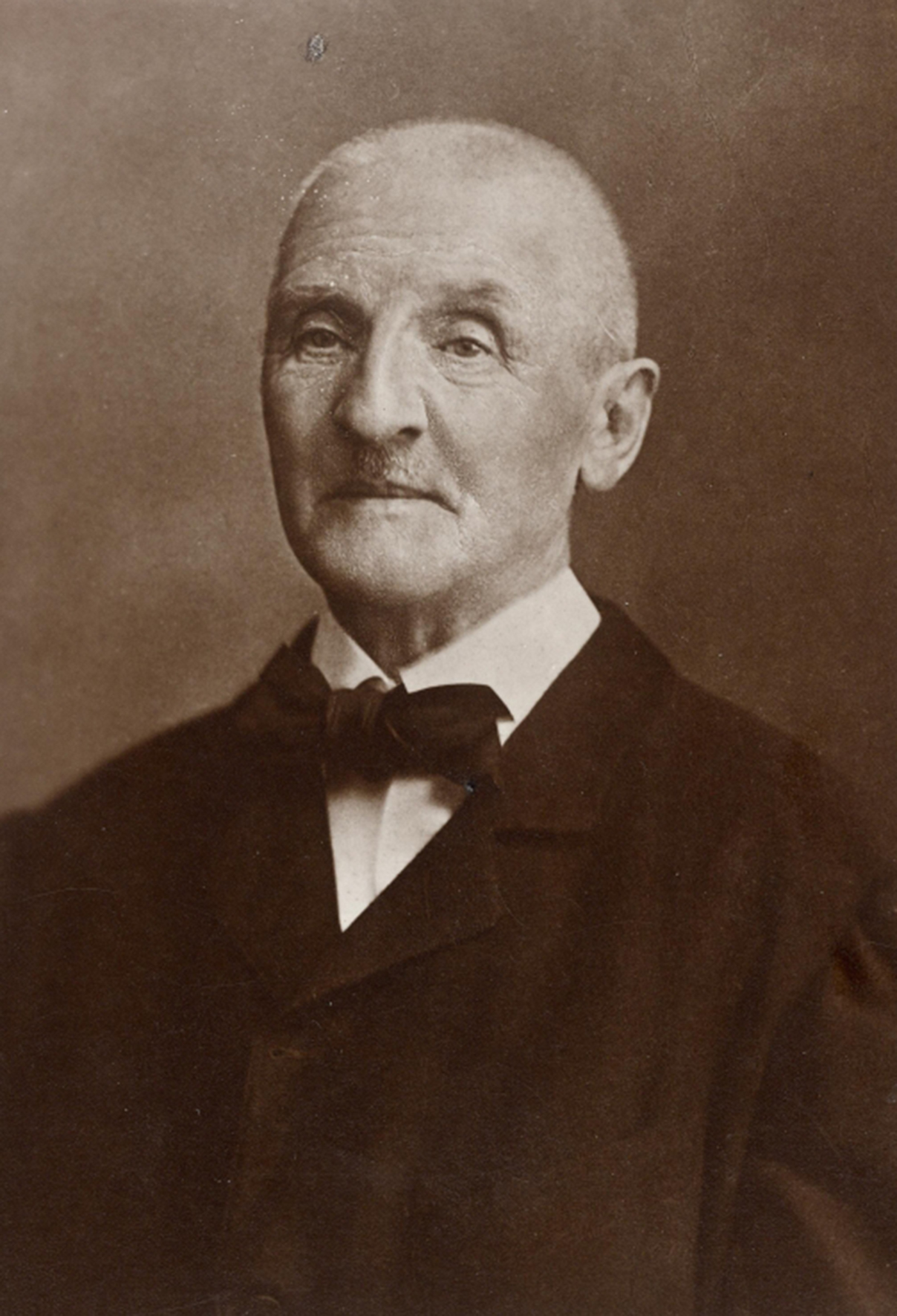
Anton Bruckner; † 11. Oktober

- 11. Oktober: Anton Bruckner, österreichischer Komponist (* 1824)
- 14. Oktober: Italo Campanini, italienischer Operntenor (* 1845)
- 19. Oktober: Josef Pischna, böhmischer Pianist und Komponist (* 1826)
- 23. November: Constanze Jacobi, deutsche Pianistin und Sängerin (* 1824)
- 01. Dezember: Dionys Pruckner, deutscher Pianist und Musikpädagoge (* 1834)
- 12. Dezember: Friedhold Fleischhauer, deutscher Violinist und Konzertmeister (* 1834)
- 26. Dezember: Anton Leopold Herrmann, rumäniendeutscher Komponist und Kirchenmusiker (* 1819)

### Genaues Todesdatum unbekannt
- Charles Lucièn Lambert, US-amerikanischer Komponist (* 1828 oder 1829)